# Maués (kommun)
Maués är en kommun i Brasilien.   Den ligger i delstaten Amazonas, i den centrala delen av landet, 1 600 km nordväst om huvudstaden Brasília. Antalet invånare är 51 847.
Följande samhällen finns i Maués:
- Maués

I omgivningarna runt Maués växer i huvudsak städsegrön lövskog. Trakten runt Maués är nära nog obefolkad, med mindre än två invånare per kvadratkilometer.